# قائمة سفراء دولة فلسطين لدى المغرب
سفير دولة فلسطين لدى المغرب هو ممثل دولة فلسطين الرسمي لدى المملكة المغربية. يقع مقر السفارة الفلسطينية في الرباط. ويشغل منصب السفير حاليًا جمال عبد اللطيف صالح الشوبكي منذ 26 يناير 2018.

## قائمة السفراء
| رئيس البعثة الدبلوماسية        | تاريخ الاعتماد الدبلوماسي | تاريخ الانتهاء | رئيس دولة فلسطين      | ملك المغرب                                | ملاحظات |
| ------------------------------ | ------------------------- | -------------- | --------------------- | ----------------------------------------- | --- |
| وجيه حسن علي قاسم              | 1988                      | ديسمبر 2005    | ياسر عرفات محمود عباس | الحسن الثاني بن محمد محمد السادس بن الحسن | كان ممثلًا لمنظمة التحرير الفلسطينية لدى الجزائر                                                                       |
| حسن عبد القادر حسين عبد الرحمن | 20 ديسمبر 2005            | 2009           | محمود عباس            | محمد السادس بن الحسن                      | سفير منظمة التحرير الفلسطينية لدى الولايات المتحدة بين عامي 1982 و1991.                                               |
| أحمد حسن أحمد صبح              | 16 يوليو 2009             | يونيو 2013     | محمود عباس            | محمد السادس بن الحسن                      | كان وكيلًا لوزارة الخارجية الفلسطينية، ويشغل حاليًا مدير عام مؤسسة ياسر عرفات. أعلنت المغرب أنه لم يعد مرغوبًا به.       |
| أمين أحمد محمد أبو حصيرة       | 25 سبتمبر 2013            | 1 يونيو 2015   | محمود عباس            | محمد السادس بن الحسن                      | عُين في 1 أغسطس 2013.                                                                                                  |
| زهير صالح محمد الشن            | 17 سبتمبر 2015            | 2018           | محمود عباس            | محمد السادس بن الحسن                      | كان سفيرًا لدى البوسنة والهرسك، والاتحاد الأفريقي، وكينيا، وإثيوبيا، وأوغندا. يشغل حاليًا سفير فلسطين لدى إندونيسيا.    |
| جمال عبد اللطيف صالح الشوبكي   | 26 يناير 2018             | لا يزال        | محمود عباس            | محمد السادس بن الحسن                      | كان وزيرًا للحكم المحلي وللشباب والرياضة. وسفير سابق لدى السعودية، وسفير سابق لدى مصر ومندوبًا لدى جامعة الدول العربية. |